# Charles Hill
Charles Hill (15 de agosto de 1886, data de morte desconhecida) foi um ciclista britânico. Representou o Reino Unido em três eventos nos Jogos Olímpicos de 1912, em Estocolmo.